# Сесар Аугусто Рамірес
Сесар Аугусто Рамірес (ісп. César Augusto Ramírez, нар. 24 травня 1977, Асунсьйон) — парагвайський футболіст, що грав на позиції нападника.
Виступав, зокрема, за лісабонський «Спортінг», а також національну збірну Парагваю.

## Клубна кар'єра
Рамірес розпочав свою футбольну кар'єру в невеликому аргентинському клубі третього дивізіону «Спортіво Док Суд», але у 1995 році він повернувся до Парагваю і став футболістом клубу «Серро Кора», де виступав протягом 1995—1996 років.
У 1996 році, після двох сезонів, проведених на батьківщині, Сесар вирушив до Португалії та став футболістом «Спортінга» з Лісабона. Він грав у португальській лізі три сезони, але основним гравцем так і не став. У 1997 році він став віце-чемпіоном країни, також грав з командою у Кубку УЄФА та груповому етапі Ліги чемпіонів. В цілому, він зіграв 29 матчів і забив 2 голи.
Протягом 1999 року Рамірес грав в Аргентині за «Велес Сарсфілд», після чого підписав контракт з «Серро Портеньйо» на своїй батьківщині, забивши сім матчів у 22 матчах у чемпіонаті 2001 року і допоміг своїй команді стати чемпіоном країни. У сезоні 2004 Сесар забив рекордні для себе 13 голів і вдруге виграв з командою чемпіонат. Між цими трофеями 2003 року віддавався в оренду в клуб «Олімпія» (Асунсьйон), але в чемпіонаті не зіграв жодної гри.
У середині 2005 року перейшов у бразильське «Фламенго», де втім не закріпився і на початку 2007 року знову повернувся в «Серро Портеньйо». Захищав кольори клубу до припинення виступів на професійному рівні у 2010 році, вигравши у 2009 році свій останній титул чемпіона Парагваю.

## Виступи за збірні
1997 року залучався до складу молодіжної збірної Парагваю і був учасником молодіжного чемпіонату світу в Малайзії, де збірна не вийшла з групи.
Того ж року дебютував і в офіційних матчах у складі національної збірної Парагваю. Наступного року у складі збірної був учасником чемпіонату світу 1998 року у Франції, де вийшов у двох матчах групового етапу проти Болгарії та Іспанії (обидва закінчились внічию 0:0)
Протягом кар'єри у національній команді, яка тривала 10 років, провів у формі головної команди країни 17 матчів.

## Досягнення
- Чемпіон Парагваю (4): 2001, 2004, 2005, 2009 А
- Володар Кубка Бразилії: 2006